# Ozcáriz
Ozcáriz u Oscáriz (en euskera: Ozkaritz), oficialmente Oscáriz / Oskaritz, es una entidad de población española del municipio de Lizoáin-Arriasgoiti, perteneciente a la Comunidad Foral de Navarra.

## Toponimia
Se compone de un nombre de pila, quizás Oscaricus u Oscarius, y el sufijo de propiedad -itz. Es una construcción análoga a otros topónimos vascos como Aderitz, Aniz, Enderitz, Itoitz, Ostitz... La versión euskera conserva la pronunciación tradicional en /s̻/ (primera sílaba) y /t͡s̻/ (última sílaba), mientras que en castellano ambos han sido sustituidos por /s/ o /θ/ al no existir dichos fonemas en este idioma. La acentuación en ambos casos es idéntica, siendo que en euskera al no haber acentos gráficos estos no se escriben.
La primera sílaba aparece mayoritariamente como oz-, en euskera casi exclusivamente, si bien minoritariamente se observa la forma os-. Sin embargo, la nomenclatura oficial del lugar siempre ha utilizado la grafía os-, aun siendo minoritaria.

## Historia
Hacia mediados del siglo XIX, el lugar, ya por entonces perteneciente a Lizoáin, tenía contabilizada una población de 56 habitantes. Aparece descrito en el duodécimo volumen del Diccionario geográfico-estadístico-histórico de España y sus posesiones de Ultramar de Pascual Madoz con las siguientes palabras:

OZCARIZ: l. del ayunt. y valle de Lizoain, en la prov. y c. g. de Navarra, part. jud. de Aoiz (2 leg.), aud. terr. y dióc. de Pamplona (3). sit. parte en un llano y parte en pendiente: clima frio; reinan lo vientos del N. y se padecen catarros é inflamaciones. Tiene 9 casas, igl. parr. de entrada (San Pedro), servida por un abad de provision de los vec. y cementerio contiguo á la misma: para surtido de los hab. hay una fuente y el r. Erro que corre á 200 pasos del l. El térm. confina N. Zalba; E. Beortegui; S. Lizoain, y O. Redin, y comprende en su estension (1/2 leg. de N. á S., y de E. á O., igual dist.) un monte poblado de pinos, robles y arbustos. El terreno es de mediana calidad, para la produccion de cereales; le fertiliza y riega el r. Erro, que le cruza de N. á S.; hay buenos pastos para ganado lanar. Los caminos son locales, en mal estado: el correo se recibe de Urroz, opr balijero, los martes y viernes. prod.: trigo, avena, maiz, vino y legumbres; cria de ganado de toda especie; caza de perdices; pesca de truchas. pobl.: 9 vec., 56 alm. contr.: con el valle (V.). El rey. D. Teobaldo II, en 1258, hizo á este pueblo realengo para siempre, declarando que jamás pudiera ser enagedo de la corona.
(Madoz, 1849, p. 502)

En 2022, tenía empadronados dieciocho habitantes.